# هارون كيلي (لاعب كرة قدم أمريكية)
هارون كيلي (بالإنجليزية: Aaron Kelly)‏ هو لاعب كرة قدم أمريكية ولاعب كرة قدم كندية أمريكي، ولد في 2 أبريل 1986 في ماريتا في الولايات المتحدة.